# Aethria pyroproctis
Aethria pyroproctis là một loài bướm đêm thuộc phân họ Arctiinae, họ Erebidae.